# St. Silvester (Minden (Sauer))

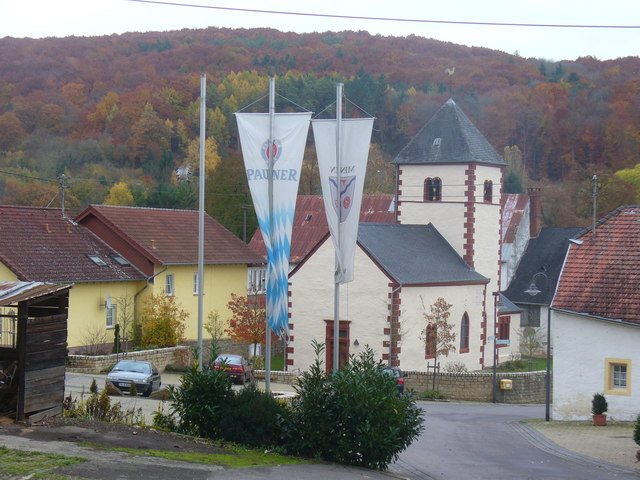
St. Silvester

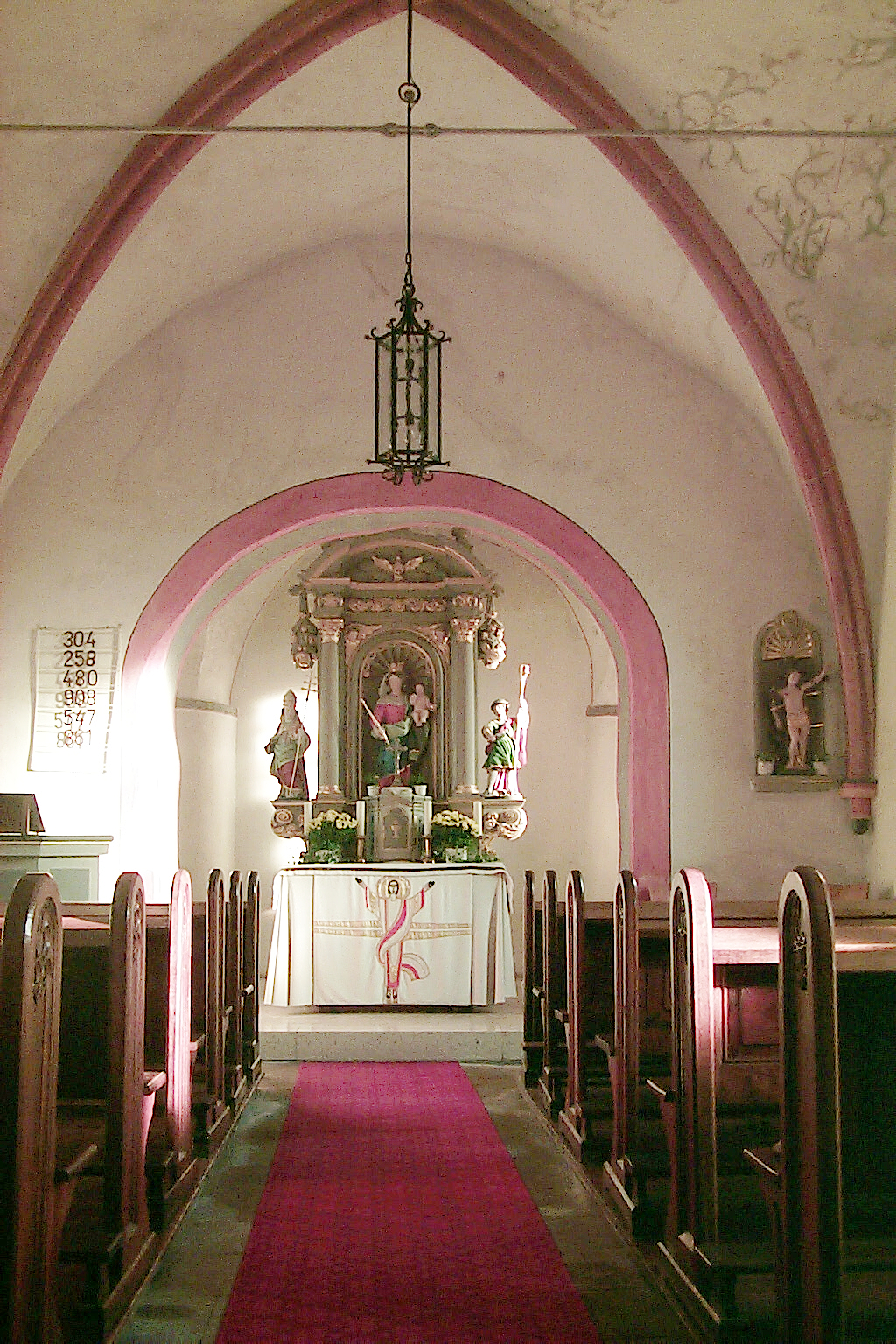
Inneres Richtung Chor

St. Silvester ist eine römisch-katholische Filialkirche in der Ortsgemeinde Minden an der Sauer im Eifelkreis Bitburg-Prüm (Rheinland-Pfalz).

## Geschichte
Die Taxa generalis erwähnt nach 1326 eine Kirche in „Munda“. Sie wurde zu Beginn des 12. Jahrhunderts in romanischem Stil erbaut und ist, 1717 erweitert oder umgebaut, bis heute erhalten. Pfarrlich gehörte Minden zusammen mit Menningen und Irrel bis zu deren Auflösung im Zusammenhang mit der Französischen Revolution zur Großpfarrei St. Peter und Paul in Echternach, danach kam der Ort mit Menningen 1802 zur Pfarrei Edingen. Im Dezember 2007 wurden beide Orte im Rahmen der Strukturreformen des Bistums Trier aus dieser Pfarrei herausgenommen und in die Pfarrgemeinde Irrel inkorporiert.

## Beschreibung
Die romanische Dorfkirche ist dem Patrozinium des heiligen Silvester unterstellt und stammt aus der Zeit um 1220. Sie wurde im 17. und 18. Jahrhundert restauriert, auf letzteres verweist die ins damals neu eingebaute Eingangsportal geschlagene Jahreszahl 1717. An den zweijochigen kreuzgewölbten Saalraum schließt der leicht eingerückte Chorturm an, hinter dem im Osten ein kleiner Sakristeiraum angefügt wurde. Den Chorraum wölbt ein birnstabförmiges Kreuzgewölbe, das auf Hornkonsolen ruht, wie sie sich unter anderem in Trier, St. Matthias, finden. In der Mittelnische des barocken Hochaltars steht eine Marienfigur mit Kind, die von den Heiligen Silvester (links, als Papst dargestellt) und Wendelin flankiert wird. In einem kleinen Sandsteinbogen im Kirchenschiff steht eine Sebastiansfigur. Nahe dem Eingang ist in der Nordwand eine römische Figuren-Spolie zu sehen.
Im Jahre 2007 wurde die Kirche außen saniert und erhielt einen neuen Anstrich, der mit einer kraftvollen Eckquaderbemalung und farblichen Fassung der Schallarkadenöffnungen im Turm dem Bau ein geschlossenes Aussehen gibt. Im Rahmen der seit einigen Jahren durchgeführten Dorfkernsanierung wurden auch der ehemalige Kirchfriedhof und der davorliegende Platz saniert und neu gestaltet. 2011 erfolgte die Innenrenovierung des Gebäudes, die mit der Altarweihe am 27. März 2012 durch den damaligen Weihbischof Helmut Dieser ihren Abschluss fand. Dabei wurden in den barocken Hochaltar Reliquien des heiligen Willibrord und der seligen Mutter Rosa Flesch eingefügt.
Im Juli 2021 stand das Hochwasser 1,70 Meter hoch in der Kirche, die daruch erheblich verwüstet wurde. Die Schäden wurden bis Ende 2022 beseitigt. Das zerstörte Harmonium wurde durch ein anderes, gespendetes Instrument ersetzt.